# Il pianeta proibito (romanzo)
Il pianeta proibito è un romanzo di fantascienza dello scrittore inglese, in precedenza noto autore di gialli, Philip MacDonald, che per l'occasione usò lo pseudonimo di W.J. Stuart.
Il romanzo nasce come trasposizione letteraria della sceneggiatura del film omonimo, scritta da Cyril Hume come rielaborazione di un racconto di Irvin Block e Allen Adler, a sua volta liberamente ispirato a La tempesta di William Shakespeare; fu pubblicato per la prima volta nel 1956, lo stesso anno di uscita del film, diretto da Fred MacLeod Wilcox (al suo penultimo e più significativo impegno cinematografico); in Italia, la prima traduzione di questo romanzo fu edita l'anno successivo, nella collana di opere di fantascienza URANIA della Mondadori.
La storia, strutturata in otto capitoli, viene narrata in prima persona dai suoi tre protagonisti; con una premessa ed un poscritto, composti di brevi 'estratti' da un ipotetico manuale di storia dal titolo "Compendio ad uso degli studenti".

## Trama
Il romanzo narra le avventure dell'Incrociatore C-57-D, una nave spaziale inviata nell'anno 2371 in missione di indagine sulle orme dell'Unità E-X 101 Bellerofonte, partita esattamente venti anni prima verso il quarto pianeta della stella Altair.
L'incrociatore trasporta venticinque uomini di equipaggio, fra cui il comandante John J. Adams, gli ufficiali Jerry P. Farman, astronavigatore; Alonzo Quinn, primo ingegnere; e Charles Xavier Ostrow, maggiore medico. È quest'ultimo a raccontare l'avvicinamento al pianeta dopo un viaggio di soli 356 giorni grazie alla Spinta Quanto-Gravitum, e gli effetti della decelerazione, chiamata in gergo dall'equipaggio la sbronza. 
Durante la seguente entrata nell'atmosfera di Altair-4 ed il sorvolo del pianeta, l'astronave viene inquadrata da un radar e contattata via radio da un membro della Bellerofonte, il professor Edward Morbius, che tenta di convincere il capitano a non scendere sul pianeta paventando non meglio specificati disastri. Ma il comandante è irremovibile e la nave scende in un deserto in prossimità della trasmittente del professor Morbius.
Presto la nave viene raggiunta da un mezzo simile ad una automobile, che corre a velocità impressionante ed è guidato da un robot umanoide che si presenta all'equipaggio e risponde al nome di Robbie. Il robot risponde di buon grado alle domande che gli vengono rivolte, ma rifiuta di dare indicazioni sul pericolo cui si riferisce il professor Morbius, anzi insiste per accompagnare gli ufficiali dal professore.
Dopo una breve ma spericolata corsa lungo crepacci e attraverso una fenditura in una muraglia di roccia, la macchina si trova a correre in una foresta e poi in un giardino in cui è evidente la mano dell'uomo, per finire davanti ad una casa scavata nella roccia. Qui si presenta il professor Morbius, che accompagna gli ufficiali all'interno e in un soggiorno dalle ampie vetrate, dove serve agli ospiti del vino di sua produzione e si dilunga con loro in chiacchiere, fino all'ora di colazione. 
Segue una dimostrazione delle capacità di Robbie, che consistono nel poter analizzare e sintetizzare qualunque sostanza e possedere una mira fenomenale, accoppiata all'inibizione a nuocere agli esseri intelligenti. Al termine, il professore racconta della fine di tutti i suoi compagni, smembrati e fatti a pezzi da una forza ignota ed invisibile, che ha distrutto anche la Bellerofonte e ha risparmiato solo Morbius e sua moglie, morta in seguito di morte naturale. Interrogato in merito, afferma di aver costruito lui il robot e, per suo tramite, la casa e tutto ciò che li circonda, nonostante la sua specializzazione fosse la filologia.
La loro discussione viene interrotta dall'ingresso della dicennovenne figlia di Morbius, Altaira, che attira immediatamente le attenzioni di Farman. Egli tenta di allontanarla dal gruppo, ma l'ufficiale medico segue la coppia in giardino, dove agli ordini di Altaira ha luogo una sfilata otto diverse scimmie, una coppia di cerbiatti ed una tigre del Bengala, perfettamente addestrate, e la cui presenza non viene spiegata né da Altaira né da suo padre. L'equipaggio lascia la casa, dopo un tentativo inutile di convincere Morbius a lasciare il pianeta.
La narrazione riprende dal punto di vista del comandante Adams, che sottolinea le incongruenze del racconto di Morbius e l'enigma che egli rappresenta parlandone con gli altri ufficiali a bordo. Il giorno successivo viene dedicato alla costruzione di una ricetrasmittente per mettersi in contatto con la base, ma i lavori si interrompono per mancanza di lastre di piombo per la schermatura del trasmettitore, che il comandante decide di chiedere a Morbius.
Il professore acconsente ad utilizzare i poteri di Robbie per costruire le lastre e la serata trascorre in casa. Il comandante decide di effettuare un appostamento per scoprire come arriverà il materiale richiesto, ma Farman sgattaiola dalla sua postazione e viene scoperto in effusioni con Altaira. Adams rimanda l'ufficiale al trattore e rimprovera la ragazza, che risponde con uno schiaffo. Il resto della notte trascorre senza avvenimenti, ma sulla via del ritorno il mezzo investe ed uccide una delle scimmie si Altaira.
L'indomani mattina Robbie si presenta con le lastre di piombo, ma precisamente di un ipotetico isotopo 217. I lavori proseguono, ma durante la notte l'armatura di piombo viene stracciata come fosse carta e il modulatore a klystron all'interno distrutto, senza che le guardie vedessero o sentissero nulla. Unica traccia, profonde impronte di un metro di diametro, che proseguono per un centinaio di metri prima di interrompersi bruscamente, e la sensazione di un respiro percepita da una sentinella. Il comandante e l'ufficiale medico si recano da Morbius per informarlo, e questi, appreso dell'attacco, impallidisce e decide di raccontare ciò che ha tenuto nascosto.
È il professore in prima persona a narrare la storia dei Krell, la civiltà che abitava Altair-4 e si era evoluta inseguendo la conoscenza fino alla loro meta più alta, l'affrancamento dalla necessità di strumenti materiali, per essere poi distrutta misteriosamente in una sola notte. Nulla rimane sulla superficie del pianeta, ma nel sottosuolo sterminati laboratori sono ancora funzionanti grazie alla loro capacità di "automanutenzione". Il professore porta gli ospiti a visitarne uno in particolare, che contiene un macchinario chiamato La Soglia in grado di misurare ed amplificare l'intelligenza. Il tentativo di aumentare l'intelligenza è spesso fatale; Morbius, che accidentalmente ha attivato il dispositivo rimanendone quasi ucciso, ha in seguito deciso di sottoporsi al trattamento più volte, espandendo enormemente la sua intelligenza.
Morbius porta poi gli ospiti su un vagoncino attraverso un reticolo di gallerie ad estrema velocità, fino ad una profondità di 80 chilometri all'interno del pianeta, dove mostra loro l'energia che alimenta tutti i laboratori - si tratta del nucleo stesso del pianeta, ribollente di "energia cosmica".
Il narratore ridiventa l'ufficiale medico, ed è testimone della lite fra il comandante Adams, che vuole informare la Terra dell'enorme scoperta, ed il professor Morbius, che ritiene l'umanità impreparata a gestire tanta conoscenza. Il professore infine ha un crollo psicofisico ed il dottore decide di sedarlo farmacologicamente, nonostante le sue proteste di "non volersi addormentare". Il dottore vede a distanza un incontro fra Adams e Altaira, che culmina in un bacio; si allontana ma viene richiamato da uno sparo. Il comandante ha dovuto sparare alla tigre, fino a quel momento innocua, che tentava di attaccare Altaira.
Adams e Ostrow ritornano alla nave, dove è stata approntata una barriera di energia a protezione del perimetro. Poco dopo la barriera comincia a malfunzionare e un cadetto sente nuovamente il respiro. Durante l'agitazione che ne consegue, Alonzo Quinn viene ritrovato trascinato fuori dalla nave e smembrato da una forza cieca e sovrumana. Una nuova fila di impronte segna la sabbia.
L'ufficiale medico rivela che l'autopsia della scimmia investita dal trattore ha mostrato solo organi appena abbozzati; l'animale non avrebbe mai avuto vita autonoma. Sconvolto dall'assalto alla nave e da questa nuova rivelazione, il comandante invia Ostrow a sorvegliare Morbius, che lo trova nuovamente in preda all'agitazione e lo seda con l'esperidol, un farmaco immaginario che crea uno stato di rilassata beatitudine senza sonno. Il medico ha un breve colloquio con Altaira, la convince ad andare a dormire e poi, furtivamente, si chiude nel laboratorio contenente La Soglia e si collega al macchinario.
La narrazione riprende dal punto di vista del comandante. Viene scoperto un uomo allontanatosi dalla nave, completamente ubriaco: aveva convinto Robbie a fornirgli una cinquantina di litri di whisky, dandogliene un campione. Il comandante decide di partire quanto prima possibile, portando con sé i superstiti del Bellerofonte; nel comunicare la sua decisione via radio all'ufficiale medico scopre che Ostrow sta usando il macchinario Krell per amplificare la sua intelligenza.
L'astronave è quasi pronta per la partenza, quando subisce un nuovo, drammatico attacco nel buio da una forza invisibile, che pure lascia impronte; né le barriere di energia, né tutte le armi dell'astronave sono in grado di fermarla. L'entità afferra Farman, lo sbatacchia nell'aria e lo scaglia contro l'astronave. L'equipaggio fugge precipitosamente all'interno, ma altri due rimangono uccisi. Il comandante stesso viene stretto contro la paratia esterna della nave e riesce ad intravedere una forma nebulosa, che manda deboli riflessi. Infine, improvvisamente, l'entità scompare e l'attacco cessa.
Il comandante tenta inutilmente di contattare Ostrow e decide quindi di raggiungerlo, dopo aver ordinato all'equipaggio di fuggire se nuovamente attaccato. Arrivato alla casa trova Ostrow orribilmente invecchiato, con evidenti le macchie degli elettrodi dello strumento Krell. Il medico è stremato, tenta di dire al comandante di cercare vicino alla Soglia, ed infine muore, chiamando per nome la moglie defunta.
Adams trova un taccuino di appunti, dove Ostrow ha scritto una lettera indirizzata proprio al comandante. Nella lettera il medico spiega che usando il macchinario la sua intelligenza si è accresciuta di migliaia di volte; ha così capito che lo scopo ultimo della civiltà Krell era la capacità di creare la vita usando l'energia mentale, e che il professor Morbius, che ritiene di essere l'unico erede di quella civiltà, condivide lo stesso scopo: i suoi primi esperimenti furono gli animali di compagnia di Altaira.
Ma Ostrow ha compreso che come per i Krell, anche per Morbius la capacità di creare la vita con la forza della mente è la causa della distruzione; infatti quando la mente cosciente raggiunge questo potere, anche l'Id, la mente inconscia ottiene la stessa capacità. L'inconscio non progredito, in cui sono relegati i peggiori istinti e le più grandi crudeltà di ciascuno, e che si materializza nell'entità invisibile di pura energia che ha causato l'estinzione dei Krell, la morte dell'equipaggio del Bellerofonte e gli attacchi alla nave di Adams. La lettera si interrompe.
Morbius fa il suo ingresso sulla scena; il comandante gli comunica che partirà portandolo con sé assieme alla figlia. Egli si rifiuta, ma Altaira è ormai decisa. Il professore si infuria e questo provoca la comparsa dell'entità all'esterno della casa. Il comandante legge ad alta voce la lettera di Ostrow e quindi incalza Morbius mettendolo di fronte alle sue responsabilità. Il professore si irrigidisce, nega, tenta di rifugiarsi nel laboratorio, ma una barriera dietro l'altra viene abbattuta dall'entità che si avvicina. Il robot Robbie stesso, identificando l'entità come emanazione di un essere umano, si rifiuta di attaccarla. Il comandante è ormai pronto ad uccidere Morbius pur di fermare l'energia che è controllata dal suo subconscio, ma alla fine, davanti alle disperate preghiere della figlia il professore accetta consapevolmente la verità e questo provoca l'immediata scomparsa dell'entità.
Il professore chiede infine perdono della propria superbia, saluta la figlia ed attiva un meccanismo che produrrà l'autodistruzione del pianeta ventiquattro ore dopo. Il romanzo termina con un poscritto in forma di testo di storia cui si nomina l'esplosione del pianeta, la relativa inutilità delle registrazioni portate dall'equipaggio, da cui è stata tratta la parte narrata da Morbius in prima persona, e si racconta del matrimonio fra il comandante Adams ed Altaira.

## Edizioni
- W.J. Stuart, Forbidden Planet, 1956.
- W.J. Stuart, Il pianeta proibito, traduzione di Carlo Rossi Fantonetti, collana Urania n° 148, Arnoldo Mondadori Editore, 1957.
- W.J. Stuart, Il pianeta proibito, collana Urania n° 406, Arnoldo Mondadori Editore, 1965.
- W.J. Stuart, Il pianeta proibito, collana Urania Classici n° 5, Arnoldo Mondadori Editore, 1977,  p. 196.